# Воловець (Малопольське воєводство)
Воловець (пол. Wołowiec) — лемківське село в Польщі, у солтистві Криве гміни Сенкова Горлицького повіту Малопольського воєводства. Населення — 26 осіб (2011).

## Розташування
Лежить у Низьких Бескидах, у долині потоку Завоя — лівої притоки річки Віслока, у кінці асфальтової дороги з Пантни від воєводської дороги № 977.
Від села 17 км до адміністративного центру ґміни — міста Сенкова, 23 км до адміністративного центру повіту — міста Горлиці і 121 км до центру воєводства — міста Краків, 10 км до кордону зі Словаччиною.

## Історія
Перша згадка про село походить з податкового реєстру 1581 року як село Бецького староства у Бецькому повіті, належало до парохії Ропиця, було 2 селянські лани і господарство солтиса. У 1582 р.— село було королівською власністю, а 3 наявні господарства були звільнені від податків і данин. Ріст села в XVII ст. привів до будівництва млина і фолюша (сукновальні). В 1765 р., коли бецьким старостою став Семенський, тут уже було 26 господарств. За переписом 1787 р. в селі проживало 595 греко-католиків і 11 євреїв. 4.03.1793 р. тут відбулася знакова подія для всієї Лемківщини — мішаний шлюб польського шляхтича Яна Завадського з донькою місцевого пароха Юстиною Щавинською.
У XVIII ст. в селі була окрема парафія. На проваджених в 1776 р. у Воловці метрикальних книгах підписувався місцевий душпастир о. Ілля Щавинський як «parochus 1осі». У 1819 р. Криве приєднане дочірнім до Воловця. Парохом Кривого і Воловця став спершу о. Андрей Криницький, хоч підписувався ще якийсь час, як завідатель Воловця, а в 1825 р. о. Іоан Ляховський з осідком у Воловці.
Наприкінці XIX ст. в селі проживали 882 особи, однак перша світова війна негативно позначилась на добробуті й демографії.
Більшість жителів Воловця перейшла до Польської православної церкви в 1927—1928 рp. Тому в 1933 р. осідок греко-католицької парохії Горлицького деканату перенесено до Кривого.
За конфесійною належністю в 1936 р. в селі було 665 православних, 31 греко-католик і 2 юдеї, які тримали корчму при дорозі на Незнайову. За межами села проживали 2 циганські родини, котрі займалися ковальством.
У селі було переважно лемківське населення: з 810 жителів села — 805 українців і 5 євреїв.
В 1938 р. жителі села почали будувати православну церкву, яка так і не була викінчена і розібрана поляками в 1955 р.
17 січня 1945 р. прийшла Червона Армія. Влітку під впливом радянської пропаганди православні виїхали в СРСР, забираючи з собою опорядження церкви і два дзвони. Залишилося 14 лемківських родин, яких на початку червня 1947 р. під час операції «Вісла» депортували на понімецькі землі. Від вивозу вціліла лиш одна родина, бо були громадянами США. В 1958 р. восьми родинам вдалося повернутися до села.
У 1975—1998 роках село належало до Новосондецького воєводства.

## Демографія
Більшість жителів є лемками. Демографічна структура станом на 31 березня 2011 року:
|          | Загалом | Допрацездатний вік | Працездатний вік | Постпрацездатний вік |
| -------- | ------- | ------------------ | ---------------- | -------------------- |
| Чоловіки | 13      | 1                  | 11               | 1                    |
| Жінки    | 13      | 0                  | 8                | 5                    |
| Разом    | 26      | 1                  | 19               | 6                    |

Відомі люди
В селі народився (10 вересня 1940 року) Горбаль Микола Андрійович - український дисидент, поет, громадський діяч, член Української Гельсінської Групи.
В селі оселився письменник Анджей Стасюк, в оселі якого знаходиться видавництво «Чарне».

## Місцеві пам'ятки
Об'єкти, перераховані в реєстрі пам'яток Малопольського воєводства:
- Греко-католицька церква Покрови Пр. Богородиці, 1880 року, дерев'яна; після депортації лемків у 1947 р. перетворена на кошару, в 1964 р. віддана Польській православній церкві.